# Lønborg
Lønborg is een plaats in de Deense regio Midden-Jutland, gemeente Ringkøbing-Skjern, en telt 232 inwoners (2008). Het dorp ligt aan de opgeheven spoorlijn tussen Nørre Nebel en Tarm. Het stationsgebouw is bewaard gebleven.